# Gouvernement Cholm
Het gouvernement Cholm (Russisch: Холмская Губерния; Cholmskaja Goebernia, Pools: gubernia chełmska) was een gouvernement (goebernija) van het keizerrijk Rusland. De hoofdstad was Chełm.
Het gouvernement werd in 1912 opgericht en samengesteld uit het oostelijke deel van het gouvernement Lublin en het gouvernement Siedlce van het Congres-Polen. Het gouvernement werd afgescheiden van het Weichselland en het werd onderdeel van de Zuidwestelijke krai, een als Russisch kerngebied gecreëerde regio. Dit werd gedaan als voorzorgsmaatregel, voor het geval dat westelijke delen van het keizerrijk Rusland overgedragen zouden moeten worden aan Polen in volgende oorlog. Een andere reden voor de verandering was het vergemakkelijken van de russificatie en het bekeren van rooms-katholieke christenen tot de Russisch-orthodoxe Kerk. In 1915 werd het gebied van het gouvernement Cholm onderdeel van het regentschapskoninkrijk Polen.
Volgens Russische bronnen in 1914 was de oppervlakte 10.460 km2 en telde het gouvernement 912.000 inwoners. De bevolking bestond voor 50,1% uit Oekraïners, voor 30,5% uit Polen en voor 15,8% uit Joden.